# Evelyn Matthei
Evelyn Rose Matthei Fornet (ur. 11 listopada 1953 w Santiago) – chilijska polityk. Minister pracy i opieki społecznej w latach 2011–2013. Kandydatka koalicji UDI i Odnowa Narodowa w wyborach prezydenckich w 2013 roku.

## Życiorys
Urodziła się w rodzinie o silnych wojskowych tradycjach. Jej ojciec Fernando Matthei (1925–2017) był dowódcą Sił Powietrznych Chile w latach 1978−1991, a także ministrem zdrowia w czasach dyktatury Augusto Pinocheta.
W młodości przyjaźniła się (ich rodziny były w dobrych stosunkach) z późniejszą prezydent Chile oraz swą kontrkandydatką w wyborach prezydenckich w 2013 roku – Michelle Bachelet.
Odebrała kompletne muzyczne wykształcenie, chodziła do szkoły muzycznej w klasie fortepianu.
Ukończyła studia na Katolickim Uniwersytecie w Santiago de Chile (ekonomia). Pracowała na uczelni oraz w sektorze prywatnym.

### Kariera polityczna
W latach 80. była członkiem młodzieżówki partii Odnowa Narodowa, gdzie współpracowała z późniejszym prezydentem Chile Sebastiánem Piñerą.
Od 1990 do 1998 była deputowaną do izby niższej chilijskiego parlamentu.
Od 1998 do 2011 roku była senatorem z okręgu Coquimbo.
Od 2011 do 2013 pełniła funkcję Ministra Pracy i Opieki Społecznej.
W ostatnich wyborach prezydenckich została kandydatką koalicji UDI i Odnowa Narodowa. W pierwszej rundzie głosowania zdobyła przeszło 25% głosów. W rundzie drugiej zmierzyła się z Michelle Bachelet i przegrała zdobywając niespełna 38% głosów.

## Życie prywatne
Jej mąż Jorge Desormeaux (ur. 23 sierpnia 1950) jest ekonomistą (zasiadał m.in. w zarządzie Narodowego Banku Chile). Mają troje dzieci.
Jej rodzicami byli Elda Fornet Fernández oraz Fernando Matthei. Ma jeszcze czworo rodzeństwa: Fernando, Robert, Hedy Jaqueline i Víctor Alejandro.
Mówi płynnie po angielsku i niemiecku. Jest praktykującą katoliczką.